# Krzyż niwelacyjny
Krzyż niwelacyjny – przyrząd do wykonywania prac geodezyjnych niewymagających dużej dokładności, wykonany z dwu desek (o długości 1 m) zbitych ze sobą prostopadle, w kształcie litery "T". Służy do wyznaczania w terenie punktów pośrednich na wyznaczonej trasie lub niwelety.
Przykład wyznaczania linii prostej:
Końce linii wyznaczone są wierzchołkami wbitych w ziemię palików. Na tych palikach ustawia się krzyże. Jeden pracownik celując wzrokiem wzdłuż górnych poprzeczek krzyży kieruje pracą drugiego pracownika, który wbija paliki pośrednie do takiego poziomu, aby górna poprzeczka postawionego na nich krzyża pokrywała się z linią łączącą poprzeczki krzyży skrajnych.